# Guarabira
Guarabira es un municipio del estado de Paraíba , en la región noreste de Brasil . Se ubica aproximadamente a 6°51′18″S 35°29′24″O / -6.85500, -35.49000 . Fue fundado en 1837. Es la sede de la Diócesis de Guarabira.
A fecha de 2022 tiene una población de 57484 habitantes.